# Ахмед Карабеговић
Ахмед Карабеговић (Дервента, 12. мај 1934) је југословенски и босанскохерцеговачки спортски радник. Добитник је Олипијског ордена за заслуге у организацији Зимских олимпијских игре у Сарајеву 1984. године

## Биографија
Завршио је Факултет политичких наука у Сарајеву. Изабран је 1958. за генералног секретара Спортског савеза БиХ, а 1962–1968. био је његов предсједник. У периоду 1969–1973. предсједавао је Републичкој комисији за физичку културу Скупштине СРБиХ, која је радила на доношењу закона о физичкој култури, као и на активностима у вези са унапређењем физичког васпитања у школама и факултетима, изградњом школских и градских спортских дворана и стадиона, Омладинског центра на Тјентишту и др. Од 1977. до 1978. био је предсједник Фудбалског савеза БиХ, а 1978. изабран је за генералног секретара Организационог комитета XIV зимских олимпијских игара. Био је први директор Радне организације ЗОИ ’84 (1984–1986), основане с циљем да развија зимски туризам и афирмише спортске центре Јахорина, Игман и Бјелашница. У периоду 1992–2001. био је члан Олимпијског комитета БиХ, његов потпредсједник и предсједник. Добитник је бројних признања, од априлских награда Дервенте и Сарајева, до Сребрног олимпијског ордена (1984), који додјељује Међународни олимпијски комитет.